# آتجه کولن-دلسترا
آتجه کولن-دلسترا (انگلیسی: Atje Keulen-Deelstra; ۳۱ دسامبر ۱۹۳۸ – ۲۲ فوریهٔ ۲۰۱۳) اسکیت‌باز سرعت اهل پادشاهی هلند بود. او همچنین از برندگان مدال‌های بازی‌های المپیک زمستانی ۱۹۷۲ است.